# Rustenburg Golf Club
De Rustenburg Golf Club is een golfclub in Rustenburg, Zuid-Afrika. De club beschikt over een 18 holesbaan met een par van 72, maar de lengte van de baan voor de heren is 6348 m en voor de dames 5340 m.

## Golftoernooien
- Rustenburg Classic (1995)